# Distretto conciario di Santa Croce sull'Arno
Il distretto industriale conciario del comprensorio del cuoio, noto anche come distretto del cuoio, comprensorio del cuoio o zona del cuoio, è un distretto industriale conciario della Toscana, esteso su un'area di 330,44 km², comprendente i comuni di Bientina, Castelfranco di Sotto, Montopoli in Val d'Arno, San Miniato, Santa Croce sull'Arno e Santa Maria a Monte nella provincia di Pisa, e Fucecchio in provincia di Firenze.

## Produzione e argilla
Nell'area vivono circa 98 000 persone; circa 10 000 sono occupate nel settore conciario, suddivisi in 900 imprese medio-piccole.
La produzione principale riguarda cuoio, calzature e articoli in pelle. L'indotto è costituito per lo più da ditte di prodotti chimici per la concia, officine di macchine per conceria e ditte di trasporti. Molte ditte sono specializzate in una singola fase della concia, o nella produzione di una singola parte della scarpa (parti che poi vengono assemblate nei calzaturifici). 
Il 98% della produzione nazionale di cuoio da suola proviene da qui, così come il 35% della produzione nazionale di pelli, e il 30% della produzione nazionale di macchine per conceria.
Il 40% della produzione complessiva è destinato all'esportazione.

## Storia
L'attività conciaria vera e propria iniziò verso la metà dell'800 a Santa Croce sull'Arno e a Ponte a Egola con un grande sviluppo a partire dagli anni sessanta del XX secolo

## Trasporti
Il comprensorio è allacciato alla rete autostradale dalla strada di grande comunicazione Firenze-Pisa-Livorno, via privilegiata anche per raggiungere il porto di Livorno, dal quale transita gran parte delle materie prime in arrivo e dei prodotti finiti in partenza.
Il comprensorio si trova sulla linea ferroviaria Firenze-Pisa-Livorno, ed è servito da due stazioni che però da alcuni anni supportano solo il traffico passeggeri. Una stazione merci, il cosiddetto interporto, è in costruzione, per rilanciare il trasporto su rotaia dei beni in partenza e in arrivo. 

## Curiosità
Le squadre di calcio dei vari paesi hanno nomi che ricordano la specialità delle industrie locali: il Tuttocuoio di Ponte a Egola, la Cuoiopelli a Santa Croce sull'Arno, il Cappiano Pelli di Ponte a Cappiano, il Tuttocalzatura a Castelfranco di Sotto, i Calzaturieri Valdarno a Santa Maria a Monte.